# Prunus valida
Prunus valida là loài thực vật có hoa trong họ Hoa hồng. Loài này được (Wooton & Standl.) Rydb. miêu tả khoa học đầu tiên năm 1917.